# آرثر رومانو
آرثر رومانو (بالفرنسية: Arthur Romano)‏ هو لاعب دوري الرغبي فرنسي، ولد في 17 أغسطس 1997 في كاربينتراس في فرنسا.